# Motore in linea a sette cilindri
Un motore a sette cilindri in linea o un motore in linea a sette cilindri è un motore in linea dotato di sette cilindri. Wärtsilä, con il loro RTA96-C, e MAN Diesel producono motori diesel a due tempi a croce in questa configurazione. Wärtsilä produce anche normali motori per cofani automobilistici in questa configurazione. È più comune nelle applicazioni marine perché i motori marini sono generalmente basati su un design modulare, con testate individuali per cilindro.

## Uso su terreno
È noto che un solo motore sette cilindri in linea per la propulsione terrestre sia in produzione, il motore diesel AGCO Sisu a 7 cilindri. Questa configurazione del motore è stata scelta a causa di dimensioni, parti comuni e problemi di gamma di potenza. Un 8 cilindri in linea sarebbe troppo lungo per l'applicazione di macchine agricole a cui è destinato il motore, mentre un motore a V richiederebbe un investimento maggiore rispetto al previsto basso volume di vendite per questa fascia di potenza. La configurazione a 7 cilindri in linea è un investimento inferiore perché Sisu ha riutilizzato le testate dei cilindri delle linee diesel I3 e I4. Ciò è possibile perché il volume del cilindro, i pistoni e le bielle sono identici in tutta la gamma di modelli Sisu.

## Uso marino
Alcuni motori a sette cilindri sono stati prodotti per uso marino. Un esempio è il diesel sottomarino Burmeister & Wain modello 722VU37 a 2 tempi costruito a partire dal 1937, con una potenza di 610 CV (450 kW). Questi sono stati utilizzati nei sottomarini danesi di classe H. Un altro motore simile era il Sulzer diesel sottomarino 7QD42 da 2585 CV (1900 kW), che fu progettato e costruito dagli olandesi tra il 1939 e il 1940 per l'uso nei sottomarini di classe O.